# Leptomesochra infima
Leptomesochra infima är en kräftdjursart som beskrevs av Albert Monard 1928. Leptomesochra infima ingår i släktet Leptomesochra och familjen Ameiridae. Inga underarter finns listade i Catalogue of Life.